# Ile Art Malans
Die Ile Art Malans ist ein Skulpturenpark bei Malans (Haute-Saône)  in Frankreich. Die etwa 15 Hektar große Fläche liegt in einer naturnahen, bewaldeten Umgebung zwischen den ehemaligen Steinbrüchen von Malans und dem Tal des Ognon. Sie ist teilweise im Eigentum der Gemeinde Malans und des dortigen Château Sainte Marie.

## Projektbeschreibung
In Übereinkunft mit der Gemeinde Malans wurde im Herbst 2012 der Verein „Association Ile Art, Malans“ gegründet. Initiatoren sind Dorothea Malär, Arlette Maréchal-Perez, die Bildhauer Andrea Malär und Denis Perez, sowie die „Fondation Carré d‘Art“, eine Stiftung zur Förderung des Kunstschaffens. Bereits im Frühjahr 2012 waren einige Künstler ausgewählt und die Installation ihrer Werke begonnen worden. Die Standorte sind von den Künstlern selbst bestimmt. Der überwiegende Teil der Werke ist durch die Fondation Carré d’Art (Fondation CDA) angekauft und dauerhaft aufgestellt. Das künstlerische Spektrum umfasst figurative, abstrakte und speziell für den Standort geschaffene Skulpturen und Installationen. Der Skulpturenpark ist ganzjährig geöffnet und frei zugänglich.

## Präsente Künstler und Werke
| Name (Land)                          | Titel                                 | entstanden | Status        | installiert |
| ------------------------------------ | ------------------------------------- | ---------- | ------------- | ----------- |
| Jo Bardoux (F)                       | Triade                                | 2013       | Fondation CDA | 2013        |
| Sonja Brissoni (F)                   | Nœud I                                | 2010       | Fondation CDA | 2013        |
| Sonja Brissoni (F)                   | Nœud II                               | 2012       | Fondation CDA | 2013        |
| Karl Chilcott (S)                    | Stone Flow I                          | 2013       | Fondation CDA | 2013        |
| Karl Chilcott (S)                    | Stone Flow II                         | 2013       | Fondation CDA | 2013        |
| Karl Chilcott (S)                    | Bibliotheca Lapidea                   | 2014       | Fondation CDA | 2014        |
| Carlos Ciriza (E)                    | Hommage au Cylindre                   | 2013       | Fondation CDA | 2013        |
| Claudia Dietz (D)                    | Vigilanten                            | 2013       | Fondation CDA | 2014        |
| Rainer Düvell (D)                    | Espace variable                       | 2013       | Fondation CDA | 2013        |
| Rainer Fest (D)                      | Passage                               | 2008       | Fondation CDA | 2013        |
| Rainer Fest (D)                      | Paysage métaphysique                  | 2013       | Fondation CDA | 2013        |
| Joseph Ginet (F)                     | Médian                                | 2011       | Leihgabe      | 2012        |
| Joseph Ginet (F)                     | Métallisations                        | 2011       | Fondation CDA | 2012        |
| Joseph Ginet (F)                     | Colonne de Siméon                     | 2013       | Leihgabe      | 2013        |
| Markus Graf (CH)                     | Balance                               | 2011       | Fondation CDA | 2012        |
| Markus Graf & Gabriel Mazenauer (CH) | Arche                                 | 2013       | Fondation CDA | 2013        |
| Agnes Keil (D)                       | Viens                                 | 2013       | Fondation CDA | 2013        |
| Kiron (F)                            | Le Portail des Cailloutis             | 2013       | Fondation CDA | 2013        |
| Bas Koch (NL)                        | Les Corneilles                        | 2013       | Fondation CDA | 2013        |
| Martina Lauinger (CH)                | Chromosomes X / Y                     | 2006       | Fondation CDA | 2013        |
| Martina Lauinger (CH)                | Chromosome                            | 2008       | Leihgabe      | 2013        |
| Michel Laurent (F)                   | La Foule                              | 2013       | Leihgabe      | 2013        |
| Michel Laurent (F)                   | Nora                                  | 2013       | Fondation CDA | 2013        |
| Regina Le Moigne (F)                 | Le Noyau de la Terre                  | 2013       | Leihgabe      | 2013        |
| Andrea Malär (CH)                    | Chapelle Anne & 5 Polyèdres de Platon | 2011       | Fondation CDA | 2012        |
| Andrea Malär (CH)                    | L’amphithéâtre                        | 2015       | Fondation CDA | 2015        |
| Daniel Nicod & Fabien Mick (F)       | Nidation I                            | 2011       | Leihgabe      | 2013        |
| Daniel Nicod & Fabien Mick (F)       | Nidation II                           | 2013       | Leihgabe      | 2013        |
| Denis Perez (F)                      | Résonance                             | 2011       | Fondation CDA | 2012        |
| Denis Perez (F)                      | Duo                                   | 2011       | Fondation CDA | 2012        |
| Denis Perez (F)                      | Onde sonore                           | 2013       | Leihgabe      | 2013        |
| Denis Perez (F)                      | Envelopper la lumière                 | 2015       | Fondation CDA | 2015        |
| Peppino Quinto (I)                   | L’oie et ses oeufs                    | 2013       | Fondation CDA | 2015        |
| Anita Rumpf (CH)                     | Dryâme                                | 2013       | Leihgabe      | 2013        |
| Irina Temushkina (RUS)               | La station de la félicité             | 2015       | Fondation CDA | 2015        |
| Christina Wendt (CH)                 | Personnages                           | 2012       | Fondation CDA | 2012        |
| Christina Wendt (CH)                 | La Tour des Femmes                    | 2013       | Fondation CDA | 2013        |

Quelle: